# Segunda Divisão Espanhola de 2014–15
A Segunda Divisão Espanhola de 2014–15 foi a 84.ª edicão do segundo nivel do campeonato espanhol, conhecida por motivos publicitários como Liga Adelante. É organizado pela LFP.
O campeão Bétis, o Sporting de Gijón e o Las Palmas asseguraram a promoção à La Liga de 2015–16.

## Sistema de competição
A Segunda Divisão Espanhola 2014–15 organizada pela LFP.
Como em temporadas anteriores, é composta por 22 clubes de toda a Espanha. No sistema de liga, as 22 equipes se enfrentam em jogos de ida e volta — uma partida em campo próprio e outra em campo contrário — somando um total de 42 rodadas.
A classificação final se estabelecerá com a soma dos pontos obtidos em cada confronto, três por vitoria, um por empate e nenhum em caso de derrota. Se duas equipes ou mais terminarem igualadas em pontos, os mecanismos para desempatar a classificação são os seguintes:
1. Equipe com melhor saldo de gols nos confrontos entre as duas equipes.
2. Si persistir o empate, será utilizado o saldo de gols geral do campeonato.

### Efeitos de classificação
A equipe que somar mais pontos ao final do campeonato será proclamado campeão da Liga Adelante e obterá automaticamente o acesso a La Liga da próxima temporada, junto com o vice campeão. As quatro equipes classificadas —do 3.º ao 6.º, lugar disputam uma serie de play-off com partidas de —ida e volta— onde o vencedor final obterá também a promoção de divisão.
Na outra ponta da tabela, os quatro últimos classificados da Segunda Divisão  —do 19.º ao 22.º— serão rebaixados a Terceira Divisão Espanhola.

## Altas e baixas
| Pos. | Promovido a La Liga de 2014–15 |
| ---- | ------------------------------ |
| 1.º  | S. D. Eibar                    |
| 2.º  | R. C. Deportivo de La Coruña   |
| 7.º  | Córdoba C. F. (promovido)      |

| Pos. | Rebaixados da La Liga de 2013–14 |
| ---- | -------------------------------- |
| 18.º | C. A. Osasuna                    |
| 19.º | Real Valladolid C. F.            |
| 20.º | Real Betis Balompié              |

| Pos. | Rebaixados a Terceira Divisão Espanhola |
| ---- | --------------------------------------- |
| 4.º  | Real Murcia C. F.*                      |
| 20.º | Real Madrid Castilla                    |
| 21.º | Real Jaén CF                            |
| 22.º | Hércules C. F.                          |

| Pos.      | Promovidos da Terceira Divisão Espanhola   |
| --------- | ------------------------------------------ |
| 1.º G.IV  | Albacete Balompié (Campeão)                |
| 1.º G.I   | R. Racing Club de Santander (Vice-campeão) |
| 1.º G.III | U. E. Llagostera                           |
| 2.º G.II  | C. D. Leganés                              |

- Nota:O Real Murcia foi rebaixado a Terceira Divisão Espanhola por não cumprir os requisitos económicos-financieros exigidos pela LFP. Sua vaga foi ocupada pelo CD Mirandés.[5] El club pimentonero presentó una demanda, que inicialmente dejó en suspenso el descenso administrativo, pero finalmente los tribunales revocaron dicha decisión, confirmando el descenso del equipo murciano.[6]

## Equipes

### Dados das equipes
| Equipe                           | Cidade                 | Estádio                   | Capacidade |
| -------------------------------- | ---------------------- | ------------------------- | ---------- |
| Agrupación Deportiva Alcorcón    | Alcorcón               | Santo Domingo             | 6000       |
| Albacete Balompié                | Albacete               | Carlos Belmonte           | 17 000     |
| CE Sabadell                      | Sabadell               | Nova Creu Alta            | 11 981     |
| Club Atlético Osasuna            | Pamplona               | Estádio Reyno de Navarra  | 19 553     |
| Club Deportivo Leganés           | Leganés                | Municipal de Butarque     | 8138       |
| Club Deportivo Lugo              | Lugo                   | Estádio Anxo Carro        | 8000       |
| Club Deportivo Mirandés          | Miranda de Ebro        | Anduva                    | 7000       |
| Club Deportivo Numancia de Soria | Soria                  | Los Pajaritos             | 9025       |
| Club Deportivo Tenerife          | Santa Cruz de Tenerife | Heliodoro Rodríguez López | 24 000     |
| Deportivo Alavés                 | Vitoria                | Mendizorroza              | 19 940     |
| Barcelona B                      | Barcelona              | Mini Estadi               | 15 276     |
| Girona Futbol Club               | Gerona                 | Montilivi                 | 9286       |
| Real Betis Balompié              | Sevilla                | Estádio Benito Villamarín | 52 500     |
| Real Club Deportivo Mallorca     | Palma de Mallorca      | Iberostar Estádio         | 23 142     |
| Real Club Recreativo de Huelva   | Huelva                 | Nuevo Colombino           | 21 670     |
| Real Racing Club de Santander    | Santander              | El Sardinero              | 22 222     |
| Real Sporting de Gijón           | Gijón                  | El Molinón                | 30 000     |
| Real Valladolid Club de Fútbol   | Valladolid             | Estádio José Zorrilla     | 26 512     |
| Real Zaragoza                    | Zaragoza               | Estádio de La Romareda    | 34 596     |
| Sociedad Deportiva Ponferradina  | Ponferrada             | El Toralín                | 8800       |
| Unió Esportiva Llagostera        | Llagostera             | Nou Estadi de Palamós     | 5824       |
| Unión Deportiva Las Palmas       | Las palmas             | Gran canaria              | 31 250     |

## Classificação
| Pos                                              | Equipes                    | J  | V  | E  | D  | GF | GS | SG  | Pts |
| ------------------------------------------------ | -------------------------- | -- | -- | -- | -- | -- | -- | --- | --- |
| 1.                                               | Real Betis Balompié        | 42 | 25 | 9  | 8  | 73 | 40 | +33 | 84  |
| 2.                                               | Real Sporting de Gijón     | 42 | 21 | 19 | 2  | 57 | 27 | +30 | 82  |
| 3.                                               | Girona F. C.               | 42 | 24 | 10 | 8  | 63 | 35 | +28 | 82  |
| 4.                                               | U. D. Las Palmas           | 42 | 22 | 12 | 8  | 73 | 47 | +26 | 78  |
| 5.                                               | Real Valladolid C. F.      | 42 | 21 | 9  | 12 | 65 | 40 | +25 | 72  |
| 6.                                               | Real Zaragoza              | 42 | 15 | 16 | 11 | 61 | 58 | +3  | 61  |
| 7.                                               | S. D. Ponferradina         | 42 | 16 | 12 | 14 | 54 | 50 | +4  | 60  |
| 8.                                               | C. D. Mirandés             | 42 | 16 | 11 | 15 | 42 | 44 | -2  | 59  |
| 9.                                               | U. E. Llagostera           | 42 | 15 | 12 | 15 | 41 | 41 | 0   | 57  |
| 10.                                              | C. D. Leganés              | 42 | 15 | 11 | 16 | 48 | 42 | +6  | 56  |
| 11.                                              | A. D. Alcorcón             | 42 | 12 | 18 | 12 | 44 | 49 | -5  | 54  |
| 12.                                              | C. D. Numancia             | 42 | 12 | 17 | 13 | 54 | 55 | -1  | 53  |
| 13.                                              | Deportivo Alavés           | 42 | 14 | 11 | 17 | 49 | 53 | -4  | 53  |
| 14.                                              | Albacete Balompié          | 42 | 14 | 9  | 19 | 55 | 65 | -10 | 51  |
| 15.                                              | C. D. Lugo                 | 42 | 11 | 15 | 16 | 48 | 56 | -8  | 49  |
| 16.                                              | R. C. D. Mallorca          | 42 | 13 | 9  | 20 | 51 | 64 | -13 | 48  |
| 17.                                              | C. D. Tenerife             | 42 | 11 | 15 | 16 | 41 | 48 | -7  | 48  |
| 18.                                              | C. A. Osasuna              | 42 | 11 | 12 | 19 | 41 | 60 | -19 | 45  |
| 19.                                              | Racing de Santander        | 42 | 12 | 8  | 22 | 42 | 53 | -11 | 44  |
| 20.                                              | R. C. Recreativo de Huelva | 42 | 10 | 11 | 21 | 37 | 59 | -22 | 41  |
| 21.                                              | C. E. Sabadell             | 42 | 8  | 14 | 20 | 41 | 66 | -25 | 38  |
| 22.                                              | F. C. Barcelona "B"        | 41 | 9  | 9  | 24 | 55 | 83 | -28 | 36  |
| Fontes: Liga de Fútbol Profesional (LFP) e Marca |                            |    |    |    |    |    |    |     |     |

|  | Sobem a La Liga de 2015–16                       |
|  | Classificado para o play-off de acesso           |
|  | Rebaixado a Segunda División B de España 2015–16 |

### Evolucão na tabela de classificação
| Equipa / Jornada | 1  | 2  | 3  | 4  | 5  | 6  | 7  | 8  | 9  | 10 | 11 | 12 | 13 | 14 | 15 | 16 | 17 | 18 | 19 | 20 | 21 | 22 | 23 | 24 | 25 | 26 | 27 | 28 | 29 | 30 | 31 | 32 | 33 | 34 | 35 | 36 | 37 | 38 | 39 | 40 | 41 | 42 |
| Equipa / Jornada |    |    |    |    |    |    |    |    |    |    |    |    |    |    |    |    |    |    |    |    |    |    |    |    |    |    |    |    |    |    |    |    |    |    |    |    |    |    |    |    |    |    |
| ---------------- | -- | -- | -- | -- | -- | -- | -- | -- | -- | -- | -- | -- | -- | -- | -- | -- | -- | -- | -- | -- | -- | -- | -- | -- | -- | -- | -- | -- | -- | -- | -- | -- | -- | -- | -- | -- | -- | -- | -- | -- | -- | -- |
| Betis            | 4  | 1  | 8  | 9  | 8  | 5  | 5  | 7  | 9  | 7  | 7  | 5  | 6  | 6  | 5  | 5  | 4  | 3  | 5  | 4  | 2  | 2  | 4  | 5  | 5  | 3  | 5  | 2  | 1  | 1  | 1  | 1  | 1  | 1  | 1  | 1  | 1  | 1  | 1  | 1  | 1  | 1  |
| Sporting         | 5  | 2  | 3  | 7  | 3  | 4  | 4  | 3  | 4  | 3  | 4  | 3  | 4  | 3  | 3  | 2  | 2  | 2  | 2  | 3  | 5  | 4  | 3  | 3  | 4  | 2  | 3  | 3  | 2  | 2  | 2  | 3  | 3  | 2  | 3  | 3  | 3  | 3  | 3  | 3  | 3  | 2  |
| Girona           | 7  | 3  | 1  | 2  | 4  | 6  | 2  | 1  | 1  | 1  | 2  | 4  | 2  | 2  | 1  | 3  | 3  | 5  | 4  | 5  | 4  | 5  | 2  | 2  | 3  | 5  | 4  | 5  | 5  | 5  | 4  | 2  | 4  | 3  | 2  | 2  | 2  | 2  | 2  | 2  | 2  | 3  |
| Las Palmas       | 1  | 4  | 2  | 1  | 1  | 1  | 1  | 4  | 2  | 4  | 3  | 1  | 1  | 1  | 2  | 1  | 1  | 1  | 1  | 1  | 1  | 1  | 1  | 1  | 1  | 1  | 1  | 1  | 4  | 4  | 3  | 4  | 2  | 4  | 4  | 4  | 5  | 5  | 4  | 4  | 4  | 4  |
| Valladolid       | 6  | 12 | 6  | 5  | 2  | 2  | 3  | 2  | 3  | 2  | 1  | 2  | 3  | 4  | 4  | 4  | 5  | 4  | 3  | 2  | 3  | 3  | 5  | 4  | 2  | 4  | 2  | 4  | 3  | 3  | 5  | 5  | 5  | 5  | 5  | 5  | 4  | 4  | 5  | 5  | 5  | 5  |
| Zaragoza         | 14 | 14 | 18 | 19 | 13 | 9  | 7  | 8  | 7  | 5  | 5  | 7  | 8  | 8  | 6  | 8  | 6  | 7  | 7  | 9  | 7  | 7  | 6  | 6  | 6  | 6  | 6  | 7  | 6  | 6  | 6  | 6  | 6  | 7  | 7  | 6  | 6  | 6  | 6  | 6  | 6  | 6  |
| Ponferradina     | 8  | 11 | 5  | 3  | 5  | 3  | 6  | 5  | 5  | 6  | 6  | 6  | 5  | 5  | 7  | 6  | 8  | 6  | 6  | 6  | 6  | 6  | 7  | 7  | 7  | 7  | 7  | 6  | 7  | 7  | 7  | 7  | 7  | 6  | 6  | 7  | 7  | 9  | 8  | 7  | 7  | 7  |
| Mirandés         | 12 | 6  | 13 | 15 | 18 | 20 | 19 | 19 | 16 | 18 | 20 | 20 | 20 | 18 | 14 | 11 | 9  | 9  | 8  | 7  | 8  | 8  | 8  | 8  | 10 | 10 | 11 | 14 | 11 | 13 | 14 | 14 | 14 | 14 | 14 | 13 | 13 | 13 | 13 | 9  | 8  | 8  |
| Llagostera       | 22 | 10 | 16 | 17 | 10 | 16 | 15 | 17 | 19 | 20 | 21 | 21 | 21 | 21 | 22 | 22 | 20 | 19 | 19 | 21 | 19 | 17 | 20 | 16 | 14 | 12 | 14 | 12 | 13 | 11 | 8  | 8  | 9  | 8  | 8  | 8  | 8  | 7  | 7  | 8  | 10 | 9  |
| Leganés          | 9  | 19 | 12 | 13 | 12 | 17 | 12 | 14 | 12 | 12 | 11 | 15 | 15 | 19 | 16 | 17 | 14 | 11 | 12 | 11 | 13 | 14 | 11 | 9  | 8  | 8  | 8  | 9  | 8  | 8  | 9  | 11 | 10 | 10 | 10 | 11 | 10 | 10 | 11 | 12 | 9  | 10 |
| Alcorcón         | 3  | 8  | 7  | 8  | 15 | 11 | 13 | 10 | 13 | 13 | 17 | 11 | 11 | 9  | 8  | 7  | 7  | 8  | 9  | 8  | 9  | 9  | 9  | 11 | 11 | 13 | 10 | 13 | 14 | 12 | 12 | 13 | 13 | 13 | 13 | 12 | 12 | 11 | 10 | 11 | 12 | 11 |
| Numancia         | 17 | 20 | 15 | 18 | 11 | 14 | 18 | 18 | 20 | 21 | 19 | 19 | 19 | 15 | 11 | 9  | 10 | 10 | 10 | 10 | 10 | 11 | 12 | 10 | 9  | 9  | 9  | 8  | 9  | 9  | 10 | 12 | 12 | 11 | 11 | 9  | 11 | 12 | 12 | 13 | 13 | 12 |
| Alavés           | 10 | 13 | 9  | 10 | 16 | 12 | 11 | 13 | 11 | 11 | 10 | 13 | 13 | 10 | 12 | 14 | 11 | 12 | 14 | 14 | 14 | 12 | 13 | 13 | 13 | 11 | 15 | 15 | 15 | 14 | 11 | 9  | 8  | 9  | 9  | 10 | 9  | 8  | 9  | 10 | 11 | 13 |
| Albacete         | 15 | 16 | 17 | 11 | 17 | 18 | 21 | 22 | 22 | 22 | 22 | 22 | 22 | 22 | 21 | 21 | 22 | 22 | 22 | 22 | 22 | 21 | 19 | 19 | 19 | 19 | 17 | 17 | 17 | 17 | 17 | 17 | 17 | 15 | 16 | 15 | 15 | 16 | 16 | 14 | 14 | 14 |
| Lugo             | 11 | 7  | 14 | 14 | 14 | 10 | 9  | 9  | 10 | 10 | 13 | 10 | 10 | 12 | 9  | 10 | 12 | 13 | 15 | 15 | 16 | 15 | 17 | 14 | 16 | 15 | 13 | 11 | 10 | 10 | 13 | 10 | 11 | 12 | 12 | 14 | 14 | 14 | 15 | 16 | 15 | 15 |
| Mallorca         | 18 | 17 | 19 | 20 | 22 | 22 | 22 | 21 | 18 | 14 | 12 | 8  | 9  | 11 | 13 | 15 | 15 | 16 | 13 | 13 | 11 | 13 | 14 | 15 | 15 | 14 | 12 | 10 | 12 | 15 | 15 | 16 | 16 | 17 | 15 | 16 | 16 | 15 | 14 | 15 | 16 | 16 |
| Tenerife         | 19 | 18 | 20 | 16 | 19 | 15 | 20 | 20 | 21 | 17 | 16 | 16 | 17 | 17 | 19 | 16 | 18 | 15 | 16 | 16 | 15 | 16 | 18 | 20 | 20 | 17 | 18 | 16 | 16 | 16 | 16 | 15 | 15 | 16 | 17 | 17 | 17 | 17 | 17 | 17 | 17 | 17 |
| Osasuna          | 2  | 5  | 11 | 12 | 9  | 13 | 14 | 16 | 14 | 15 | 14 | 14 | 14 | 16 | 18 | 19 | 17 | 14 | 11 | 12 | 12 | 10 | 10 | 12 | 12 | 16 | 16 | 18 | 18 | 18 | 18 | 19 | 18 | 20 | 19 | 19 | 18 | 18 | 18 | 19 | 18 | 18 |
| Racing           | 20 | 21 | 21 | 22 | 21 | 19 | 16 | 15 | 17 | 19 | 18 | 18 | 18 | 14 | 17 | 18 | 19 | 20 | 20 | 19 | 18 | 19 | 16 | 18 | 18 | 20 | 21 | 19 | 19 | 19 | 19 | 21 | 19 | 18 | 20 | 20 | 19 | 19 | 19 | 18 | 19 | 19 |
| Recreativo       | 13 | 15 | 10 | 6  | 7  | 8  | 8  | 6  | 6  | 8  | 8  | 9  | 7  | 7  | 10 | 13 | 16 | 17 | 17 | 17 | 20 | 20 | 21 | 21 | 21 | 21 | 20 | 20 | 20 | 20 | 20 | 18 | 20 | 21 | 22 | 22 | 22 | 22 | 22 | 20 | 20 | 20 |
| Sabadell         | 16 | 22 | 22 | 21 | 20 | 21 | 17 | 12 | 15 | 16 | 15 | 17 | 16 | 20 | 20 | 20 | 21 | 21 | 21 | 20 | 21 | 22 | 22 | 22 | 22 | 22 | 22 | 22 | 22 | 22 | 22 | 22 | 21 | 19 | 18 | 18 | 20 | 20 | 20 | 21 | 21 | 21 |
| Barcelona B      | 21 | 9  | 4  | 4  | 6  | 7  | 10 | 11 | 8  | 9  | 9  | 12 | 12 | 13 | 15 | 12 | 13 | 18 | 18 | 18 | 17 | 18 | 15 | 17 | 17 | 18 | 19 | 21 | 21 | 21 | 21 | 20 | 22 | 22 | 21 | 21 | 21 | 21 | 21 | 22 | 22 | 22 |

## Play-offs
|  | Semifinais      | Semifinais      | Semifinais | Semifinais |   |          | Final | Final | Final | Final |
|  |                 |                 |            |            |   |          |       |       |       |       |
|  | Zaragoza (gf)   | 0               | 4          | 4          |   |          |       |       |       |       |
|  | Girona          | 3               | 1          | 4          |   |          |       |       |       |       |
|  | Girona          | 3               | 1          | 4          |   | Zaragoza | 3     | 0     | 3     |       |
|  |                 |                 |            |            |   | Zaragoza | 3     | 0     | 3     |       |
|  |                 | Las Palmas (gf) | 1          | 2          | 3 |          |       |       |       |       |
|  | Valladolid      | Las Palmas (gf) | 1          | 2          | 3 | 1        | 0     | 1     |       |       |
|  | Valladolid      |                 |            |            |   | 1        | 0     | 1     |       |       |
|  | Las Palmas (gf) | 1               | 0          | 1          |   |          |       |       |       |       |